# Mercedes-Benz SK

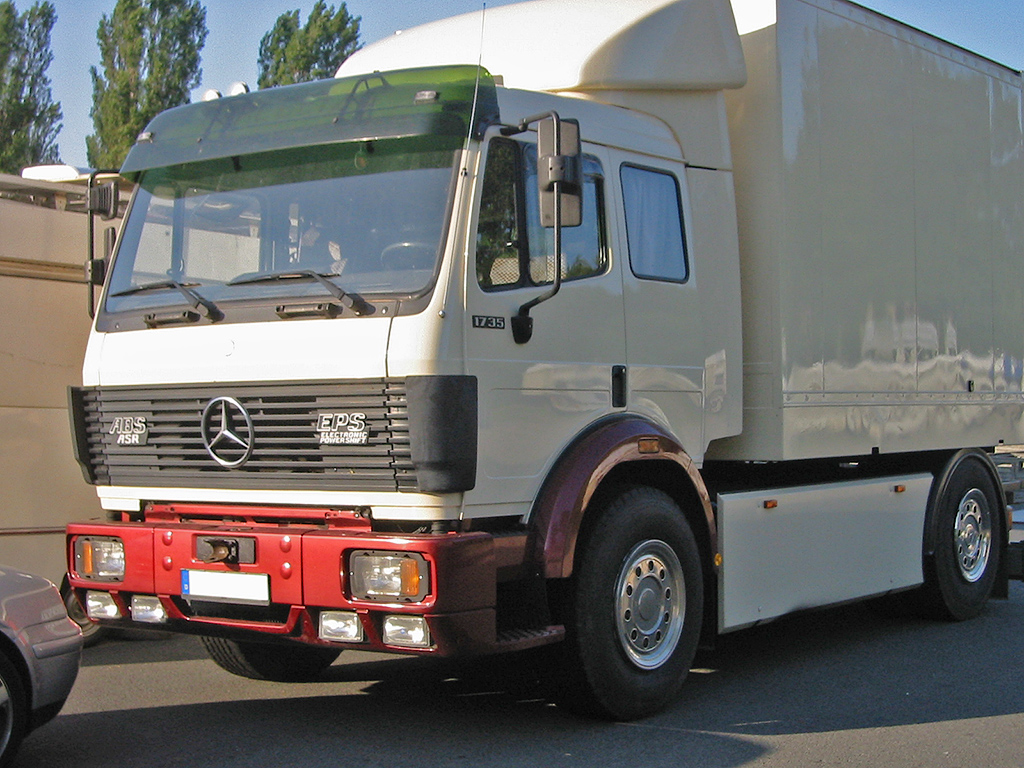
Mercedes-Benz SK

De Mercedes-Benz SK (Schwere Klasse) was een serie vrachtwagens van de Duitse constructeur Mercedes-Benz. Het volgde de Mercedes-Benz NG (Neue Generation) op. Het werd in 1988 gepresenteerd en werd tot 1998 geproduceerd. Opvolger was de Mercedes-Benz Actros. Het ging om een serie vrachtwagens die in de zwaarste gewichtsklasse opereren, vanaf 17 ton treingewicht. Het werd tot Truck van het jaar gekozen in 1990.
De SK leunde zwaar op de NG, zo was de cabine grotendeels gelijk. De grille was licht aangepast en nam nu de gehele breedte van de cabine in, ook had het windgeleiders. De zijdeuren hadden ruiten die schuin naar beneden afliepen, zoals dat ook werd toegepast op de Mercedes-Benz LK en de Mercedes-Benz T2.
De SK werd met verschillende cabinevarianten aangeboden:
- G (groot)
- L (lang)
- M (medium)
- S (kort)

Bovendien kon op de kortste cabine een zogenaamde Top-Sleeper aangebracht worden.
Het werd met verschillende chassisconfiguraties aangeboden, met de interne codes:
- 655 (twee assen, 17 ton)
- 656 (twee assen, 19 ton)
- 657 (drie assen, 24 ton)
- 658 (drie assen, 24 ton)
- 659 (drie assen, 26 ton)
- 625 (vier assen, 35 ton)

Aandrijving geschiedde door een nieuw ontwikkelde serie van V6-dieselmotor met turbo interkoeling en V8 dieselmotoren die een vermogen leverden tussen 290 en 500 pk en die voldeden aan de norm Euro I.

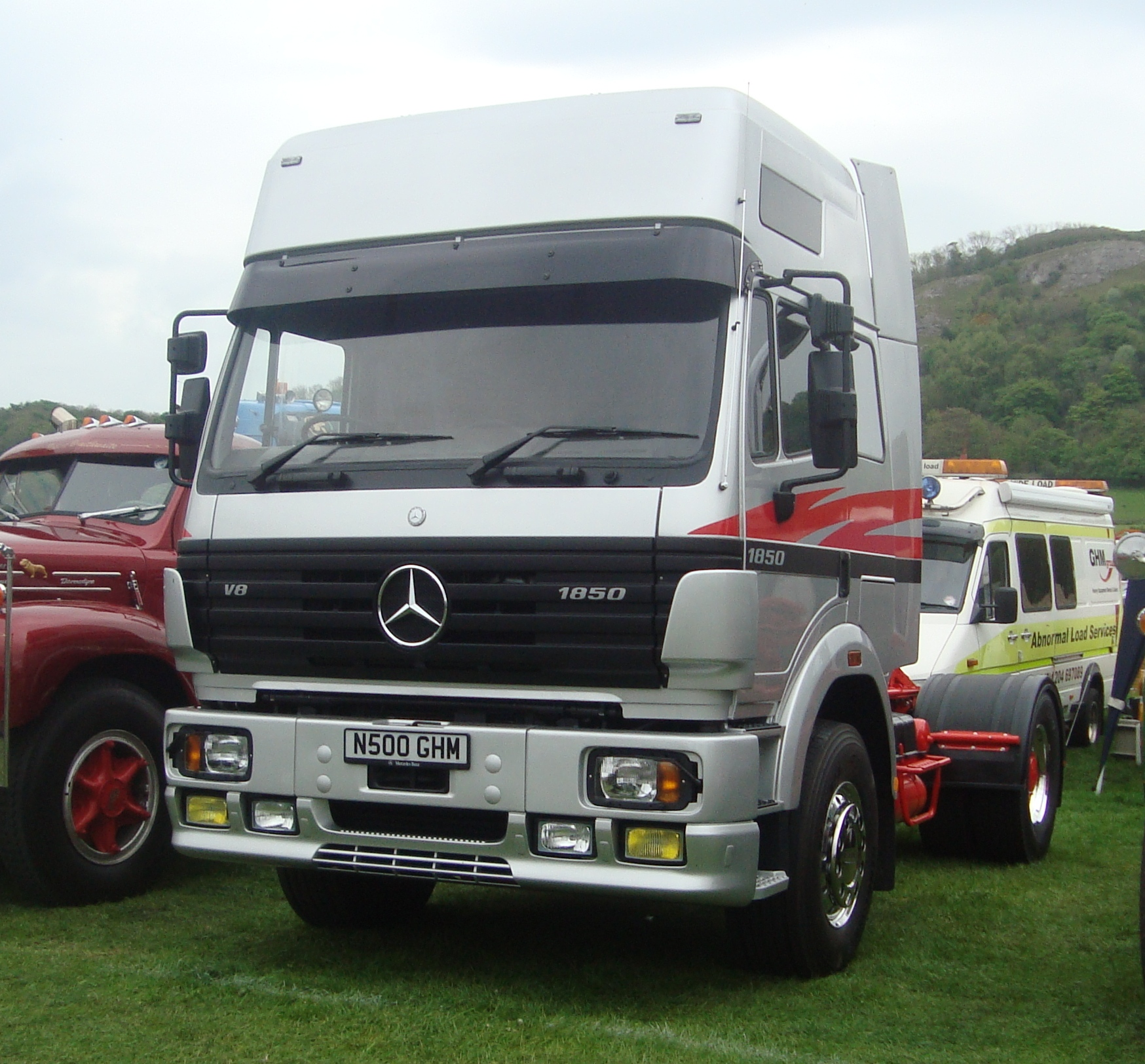
Mercedes-Benz SK facelift

## Facelift
In 1994 kreeg de SK een facelift, waarbij de cabine grotere windgeleiders kreeg en motoren die aan de Euro II-normen voldeden. Daardoor kregen de motoren alle turbo's, interkoeling en een elektrische motoraansturing.

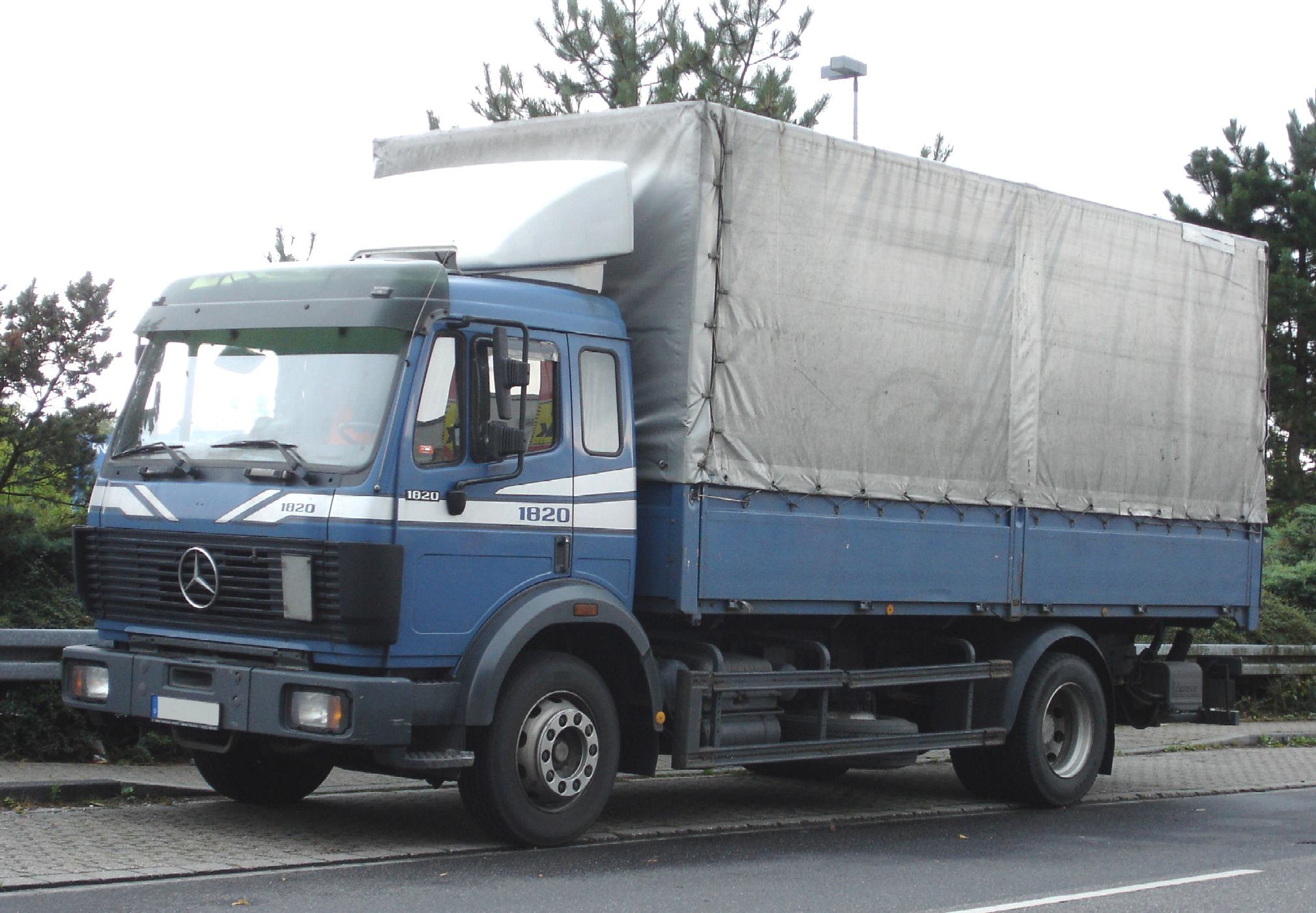
Mercedes-Benz MK

## Mittlere Klasse (MK)
Nadat de SK geïntroduceerd was, ontstond er een soort gat tussen de LK (lichte Klasse) en de SK. Daarom werd een jaar na de introductie van de SK de Mercedes-Benz MK (Mittlere Klasse) geïntroduceerd. Deze maakte gebruik van dezelfde cabine als de SK, maar dan met chassis voor iets lichtere toepassingen. De MK werd opgevolgd door de Mercedes-Benz Atego.
- 650 (twee assen, 12 ton)
- 651 (twee assen, 14 ton)
- 652 (twee assen, tussen 17 en 19 ton)
- 653 (drie assen, 24 ton)

De MK werd deels met andere motoren geleverd; uniek voor de MK was bijvoorbeeld de zes-in-lijn dieselmotor OM366 met vermogens van 136 tot en met 211 pk. Daarnaast kon ook de V6 en V8-diesel aangeboden worden, met vermogens van 218 tot en met 272 pk.

## Licentie
De Mercedes-Benz SK werd en wordt in licentie geproduceerd door een aantal andere fabrikanten. Ook wordt de cabine gebruikt door enkele fabrikanten.

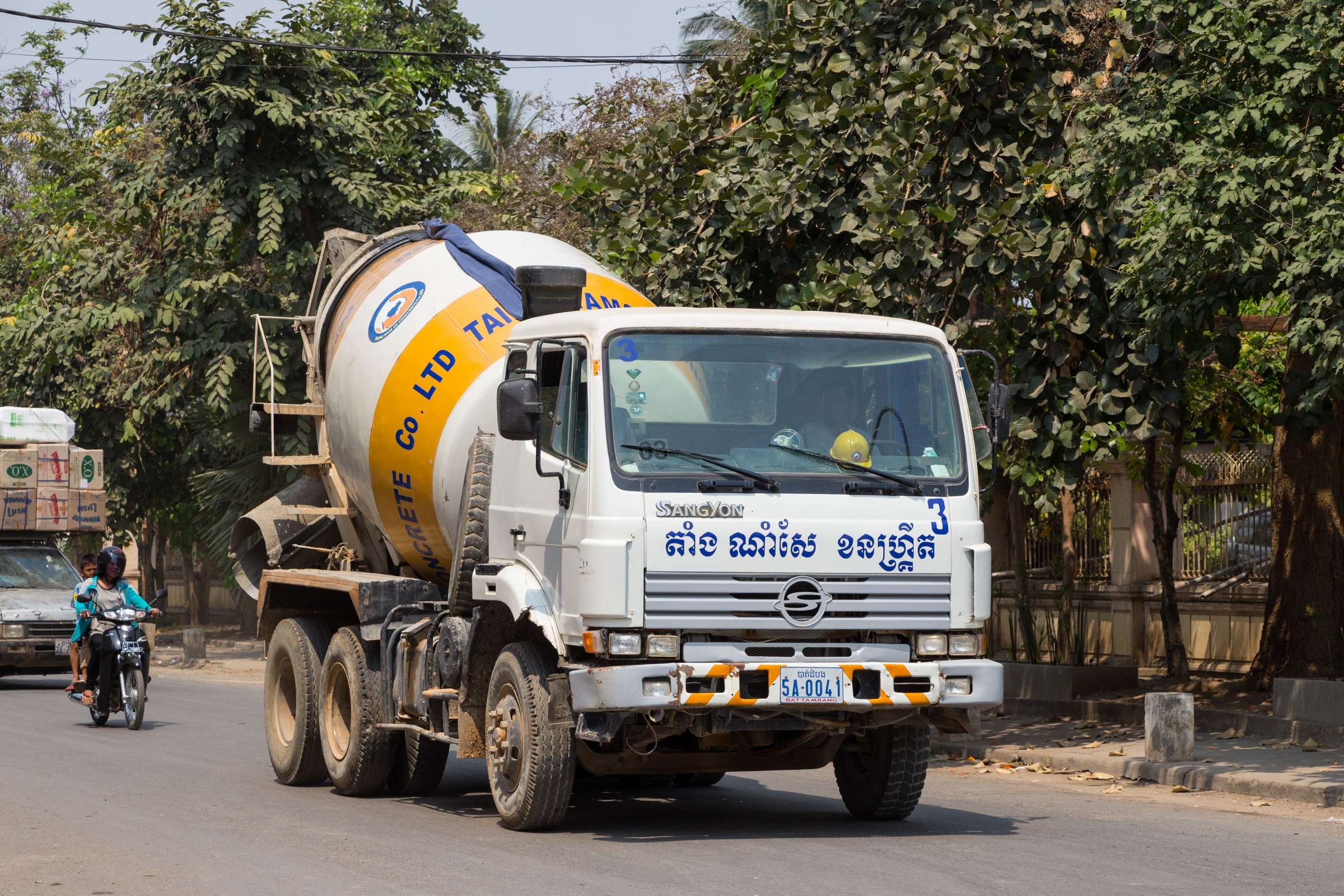
SsangYong SY

### SsangYong SY
SsangYong produceerde tussen 1993 en 1998, toen SsangYong failliet ging, een licht gewijzigde Mercedes-Benz SK in licentie.Het gebruikte de V8-dieselmotor.

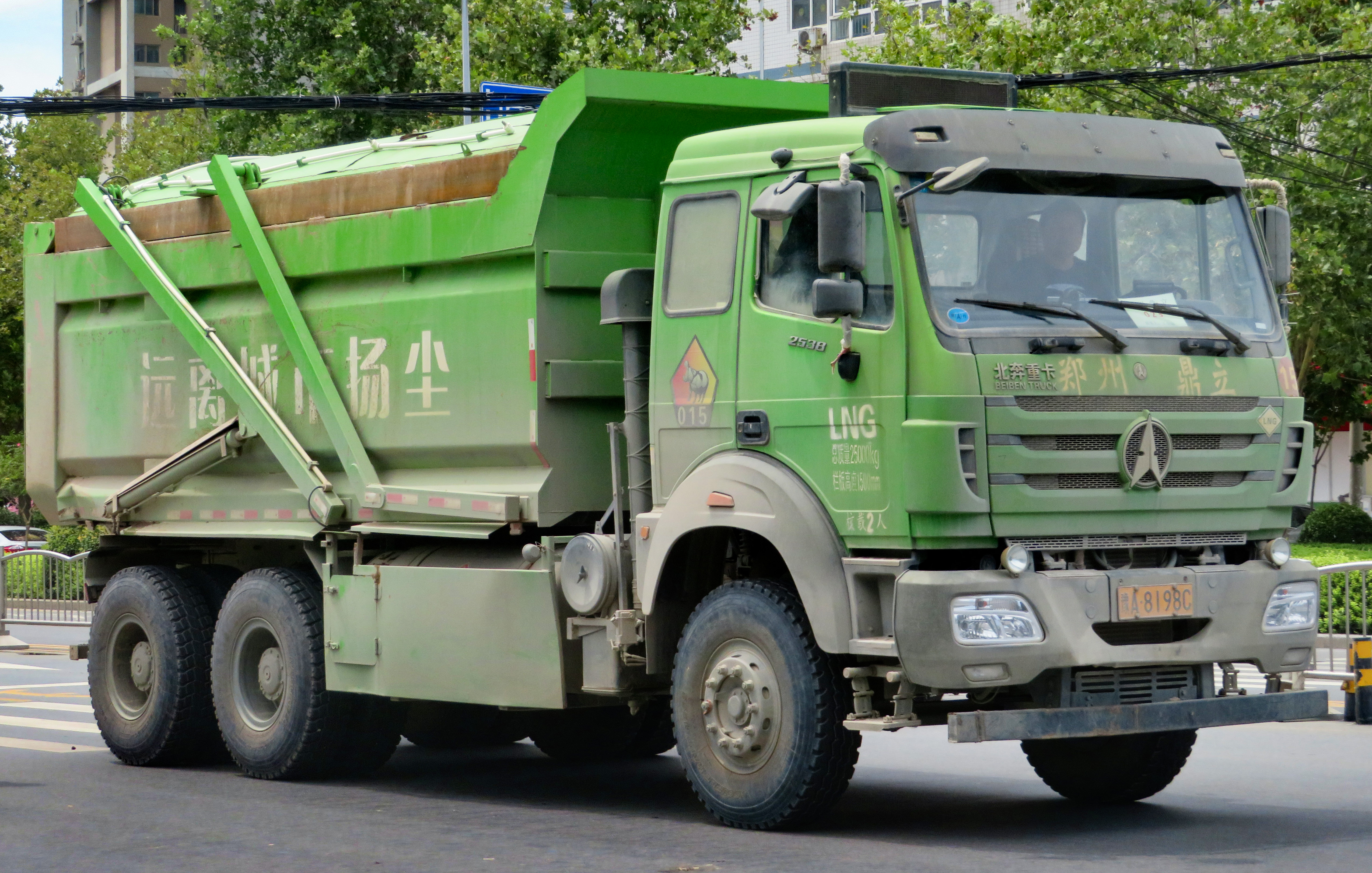
Beiben 2538, gebaseerd op de Mercedes-Benz SK

### BeiBen PowerStar
BeiBen is een firma van Norinco, een wapenproducent, die in 1988 een overeenkomst met Mercedes-Benz sloot om zogenaamde CKD-kits te assembleren. Later werd het aandeel Chinese onderdelen groter. Aanvankelijk werden ook Mercedes-Benz-motoren gebruikt, later ook Deutz- en Weichai-motoren. Er wordt soms ook de merknaam North-Benz gebruikt.

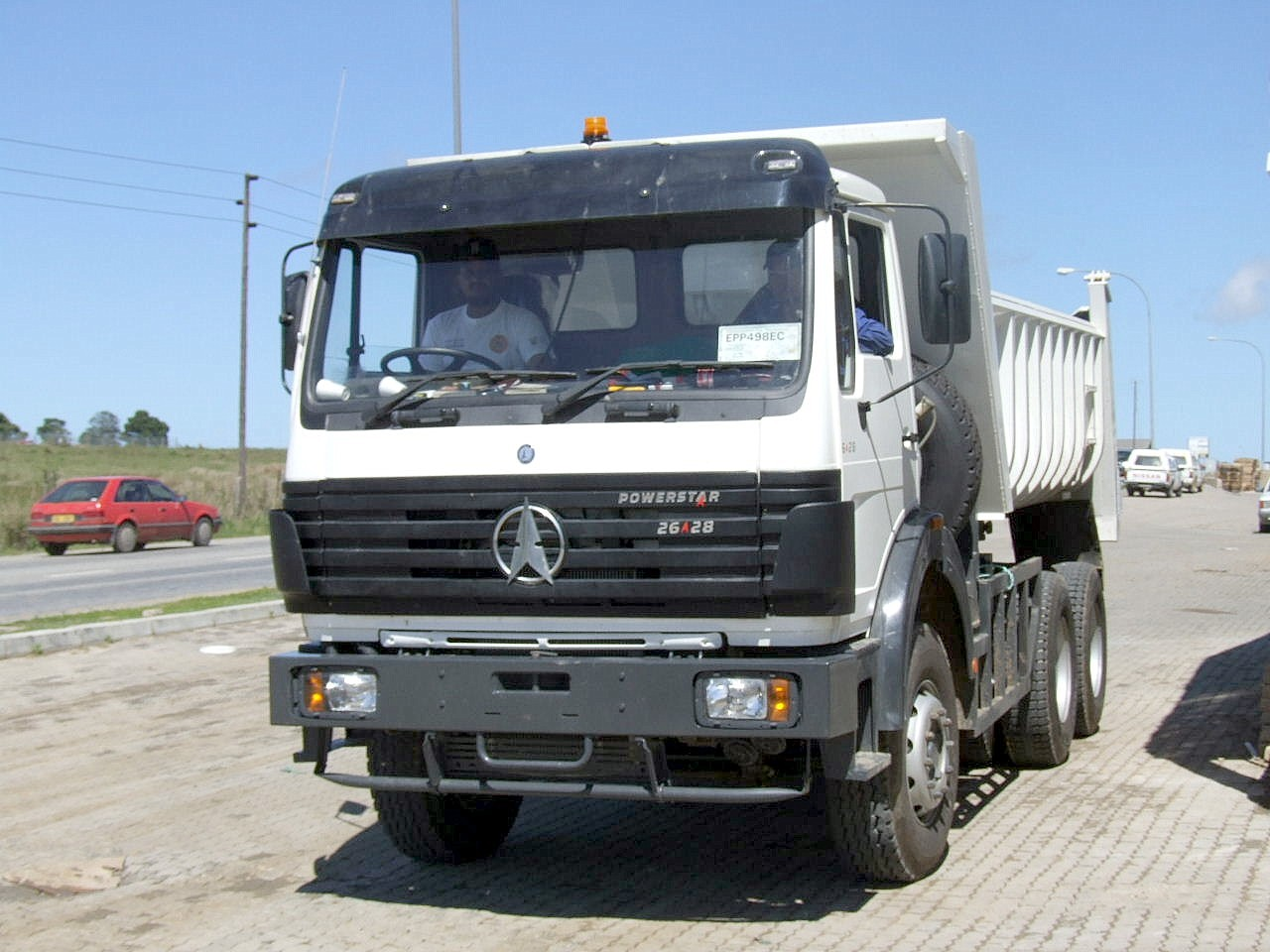
Powerstar 2628

### Powerstar
Powerstar assembleert dan weer onder deze merknaam in Zuid-Afrika vrachtwagens van BeiBen. Het gaat om een joint-venture tussen BeiBen en het Zuid-Afrikaanse Everstar Industries.